# دیمیتریه کامنوویچ
دیمیتریه کامنوویچ (سیریلیک صربی: Димитрије Каменовић؛ زادهٔ ۱۶ ژوئیهٔ ۲۰۰۰) بازیکن فوتبال اهل صربستان است که برای باشگاه لاتزیو بازی می‌کند.
وی همچنین در تیم‌های ملی فوتبال زیر ۱۷ سال صربستان، زیر ۱۹ سال صربستان و زیر ۲۱ سال صربستان بازی کرده‌است.